# Róbert Berény
Dans le nom hongrois Berény Róbert, le nom de famille précède le prénom, mais cet article utilise l’ordre habituel en français Róbert Berény, où le prénom précède le nom.
Róbert Berény, né le 18 mars 1887 à Budapest et mort le 10 septembre 1953  dans la même ville, est un peintre hongrois.

## Biographie
Berény étudie à Paris de 1905 à 1907 à l’Académie Julian, sous la houlette de Jean-Paul Laurens. Il fréquente alors le salon de Gertrude Stein et est influencé par Henri Matisse et Paul Cézanne,,.
Il expose en 1906 au salon d'automne et en 1907-1908 au Salon des indépendants avec les fauves.
Il fait partie des fauves hongrois et est membre du groupe d’avant-garde Les Huit qui a contribué à introduire en Hongrie le cubisme et l’expressionnisme au début du XXe siècle, avant la Première Guerre mondiale.
Il est aussi affichiste expressionniste (Aux armes ! Aux armes !, 1919), influencé par le Bauhaus (Modiano, 1929). Tout comme Mihály Bíró, il s'exile de Hongrie après 1919.
Il remporte le prix Kossuth en 1951.

### Une toile redécouverte
En 2009, Gergely Barki, historien d'art pour la Galerie nationale hongroise, découvre en regardant avec sa fille le DVD du film Stuart Little un tableau de Berény, La Dame endormie au vase noir, disparu depuis 1928 et utilisé comme décor pour le film. Après recherches, la toile sera vendue 229 500 euros aux enchères en 2014, alors qu’à la fin des années 1990 elle avait été achetée pour 40 dollars.

## Expositions
- Allegro Barbaro. Béla Bartók et la modernité hongroise 1905-1920, musée d’Orsay, octobre 2013 - janvier 2014